# 小原充誠
小原　充誠（こはら りゅうま、2000年10月20日 - ）は、ラグビーユニオン選手。

## 来歴
2019年、神戸科学技術高校卒業後、九州共立大学に入る。
2023年1月、アーリーエントリーでNTTドコモレッドハリケーンズ大阪に加入。同年3月、九州共立大学卒業。
2025年5月、レッドハリケーンズ大阪を退団。